# Tomislav Uhlik
Tomislav Uhlik (Zagreb, 24. listopada 1956.) hrvatski dirigent i skladatelj.

## Životopis
Osnovnu glazbenu i srednju elektrotehničku školu završava u Zagrebu nakon čega upisuje studij fizike na Prirodoslovno-matematičkom fakultetu Sveučilišta u Zagrebu. Paralelno sa studijem amaterski pjeva u zboru Joža Vlahović koji je vodio Emil Cossetto te ga to potiče na upis Muzičke akademije 1978. godine, a 1981. upisuje dodatne predmete iz komponiranja. Međutim, odlučuje ga prekinuti kako bi započeo profesionalnu glazbenu karijeru. Najprije postaje rukovoditelj Ansambla narodnih plesova i pjesama LADO gdje je obrađivao narodne pjesme, a komponirao je i svoja djela. Ubrzo upisuje dirigiranje na Muzičkoj akademiji u klasi Igora Gjadrova, a paralelno sa studijem je surađuje sa Zagrebačkim gradskim kazalištem Komedija gdje 1991. biva zaposlen kao dirigent. Istovremeno surađuje i sa Simfonijskim puhačkim orkestrom Hrvatske vojske, a od 2002. godina je stalno zaposlen kao predavač na Muzičkoj akademiji. Kao skladatelj surađuje s mnogim orkestrima i sastavima u Hrvatskoj (Simfonijski orkestar HRT-a, Kvartet Rucner, Zagrebački solisti), a glazba mu odlikuje melodijskom pjevnosti, harmonijskog bogatstva uglavnom tonalnog sloga, ritmičkom razigranošću i jasnoći.

## Popis skladba[2]
- Čarobnjak iz Oza, simfonijske minijature, 1985.
- Mala suita, 1986.
- Telo Kristuševo, liturgijska kantata za folklorni zbor i tambure, 1990.
- Narodil se mladi Kralj, božićno prikazanje za solo, folkorni zbor i orkestar, 1992 (2000. glazbeno-scenski uprizoreno u Kazalištu “Komedija”)
- Tartufada, za tamburaški orkestar 2007.

## Nagrade[2]
- Nagrada Josip Štolcer Slavenski, 1998.
- Porin za najbolju folklornu pjesmu Dobar večer tomu stanu, 2014.
- Porin za životno djelo, 2019.[3]

## Vanjske poveznice
- Službena stranica na Muzičkoj akademiji Sveučilišta u Zagrebu